# Linda Jo Rizzo
Linda Jo Rizzo (Nova Iorque, 1 de abril de 1955) é uma cantora, compositora e produtora norte-americana, com raízes italianas, atualmente reside na Alemanha.[carece de fontes?]
Originalmente dos Estados Unidos, ela foi modelo fotográfica e estudou ciências da nutrição em Nova Iorque. Lá ela conheceu Bobby Orlando e participou do grupo The Flirts, de 1983 a 1984. Com a dissolução da banda e devido ao grande sucesso que teve na Alemanha, Rizzo mudou-se para aquele país e lá começou sua carreira solo.[carece de fontes?]
Atualmente, Rizzo é proprietária de um restaurante italiano na cidade de Munique.[carece de fontes?]

## Discografia

### Singles
- 1985 - Fly Me High
- 1986 - Heartflash
- 1986 - Just One Word
- 1986 - You're My First You're My Last
- 1986 - I've Got The Night
- 1987 - No Lies
- 1987 - Perfect Love
- 1988 - Hey Joe
- 1988 - Passion
- 1989 - Listen To The D.J.
- 1989 - Keep Trying
- 2012 - Heartflash, Passion & You're My First, You're My Last[1]

### Álbuns
- 1989 - Passion / Perfect Love
- 1999 - Best Of Linda Jo Rizzo